# Roccaforte Mondovì

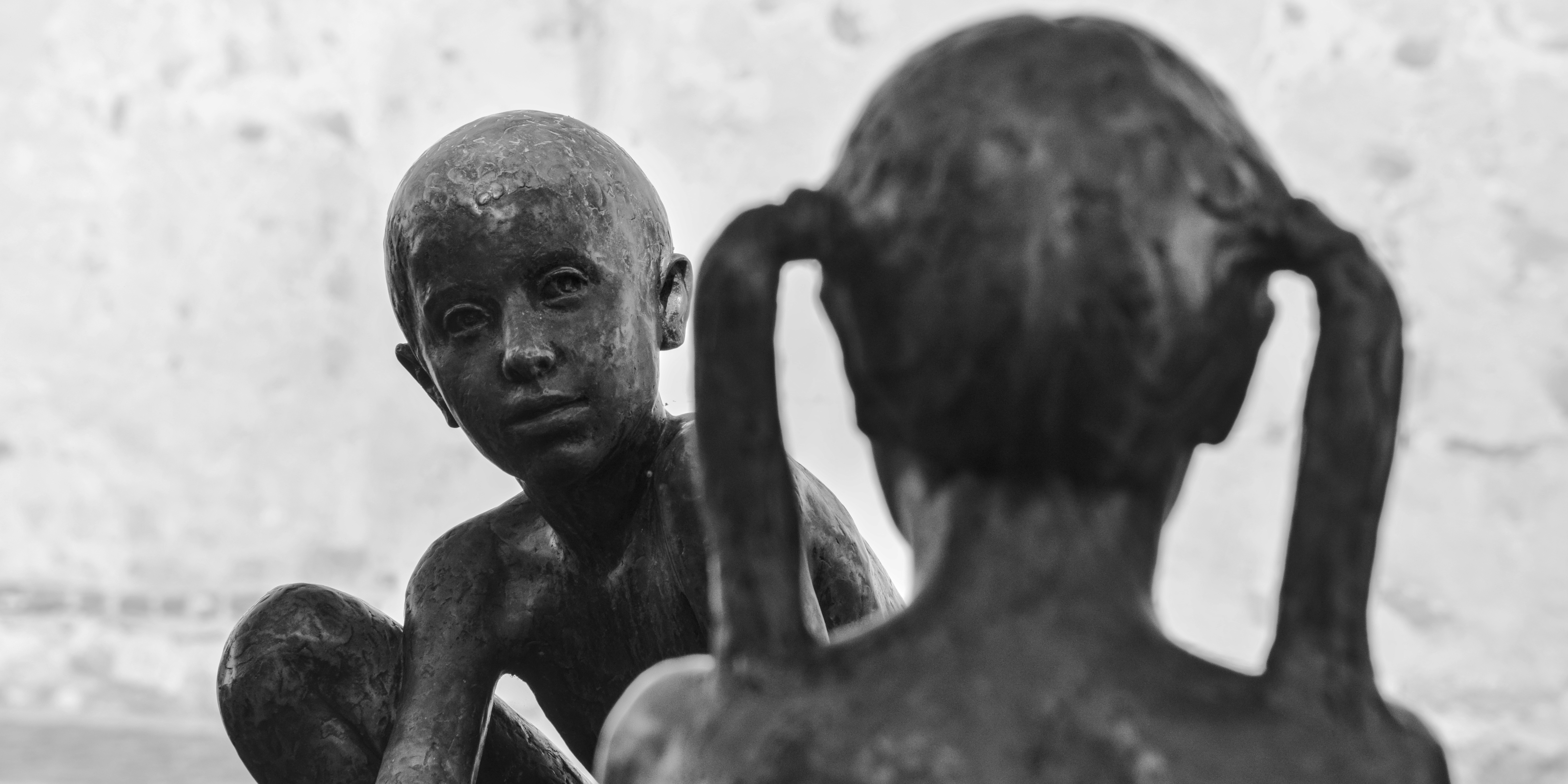
Monumento in piazza Monsignor Eula

Roccaforte Mondovì (Ròcafòrt in occitano, Rocafòrt in piemontese) è un comune italiano di 2 131 abitanti della provincia di Cuneo in Piemonte.
Il comune fa parte della "regione" occitana e, insieme ai comuni dell'alta valle Maudagna e Corsaglia, ne costituisce il lembo più orientale.
Roccaforte è ad oggi un centro turistico con numerosi murales affrescati sulle facciate delle case che raffigurano gli antichi mestieri e tradizioni.
La parrocchiale, dedicata a san Maurizio, è stata ultimata nel 1698.
Nel territorio comunale il monumento più importante è rappresentato dalla pieve di San Maurizio, edificio che si trova poco vicino al centro e al cui interno sono conservati cicli di affreschi che costituiscono uno dei pochi esempi rimasti del periodo romanico-bizantino.

## Geografia fisica
Il territorio comunale si estende dai circa 575 m s.l.m. del capoluogo fino ai 2600 delle vette dello spartiacque alpino (Mongioie e Cima delle Saline) e confina ad ovest con la valle Pesio e ad est con la valle Maudagna.
All'interno del comune si sviluppano due vallate:
- la valle Ellero
- la valle di Lurisia

All'interno del territorio (in particolare nella valle Ellero) vi sono varie particolarità paesaggistiche ambientali, con ben cinque endemismi e vari fenomeni carsici, tra i quali il lago Biecai, considerato dai geologi un esempio di depressione tettonico-carsica.
Inoltre la vicinanza con il parco naturale del Marguareis garantisce benefici alla fauna della zona.

## Storia

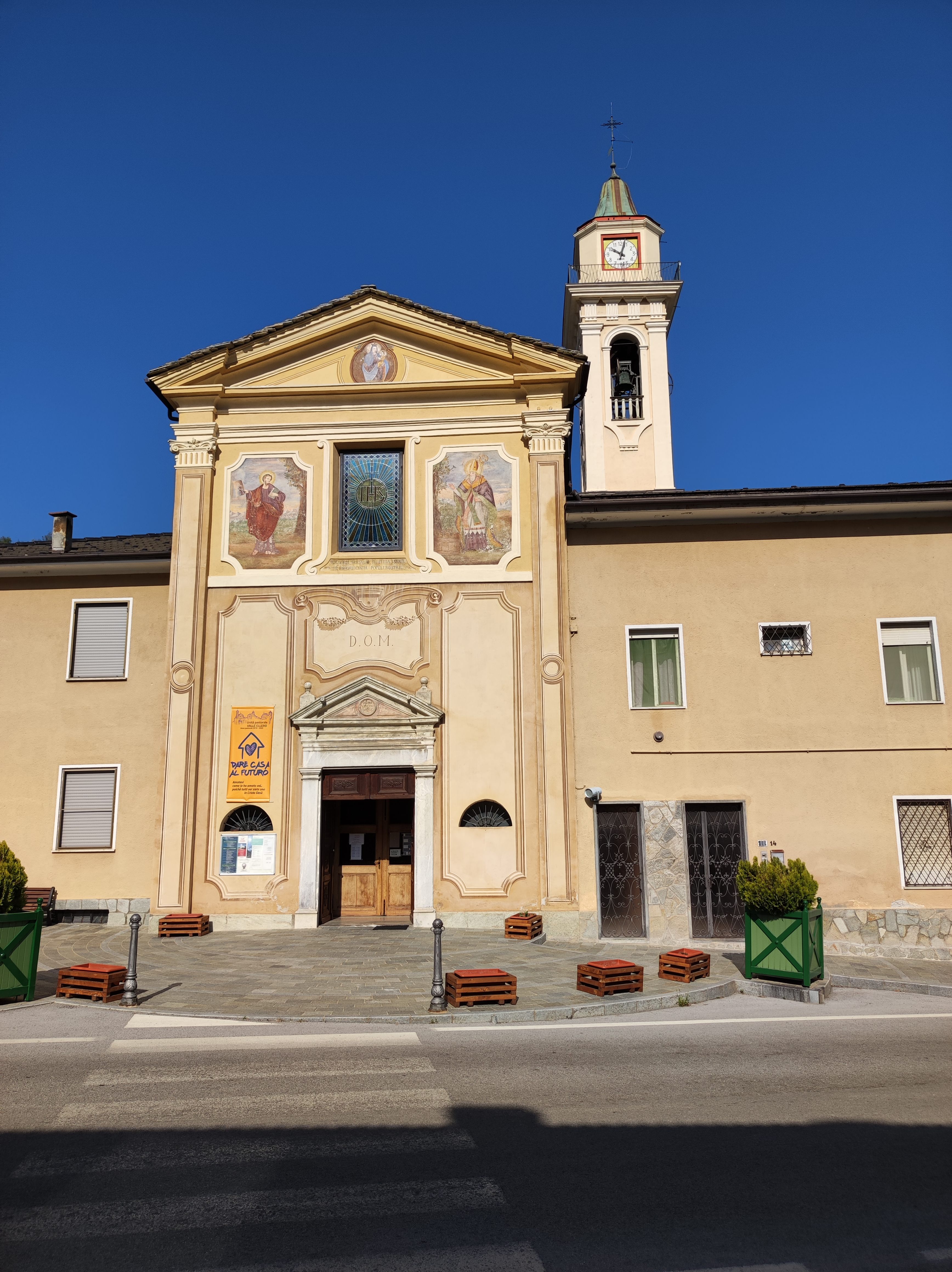
Chiesa del SS. Nome di Maria nella frazione di Lurisia

Il nome dovrebbe derivare da un ampio sito fortificato con possenti mura e profondi canali, oppure dal fatto che su un'altura esisteva un castello (di cui oggi sono visibili ancora dei ruderi) che, secondo la tradizione, era stato fatto costruire dall'imperatore Adriano.
I primi insediamenti dovrebbero risalire alla prima metà del secondo secolo a.C., quando un gruppo di Liguri montani si stanziò nella valle Ellero, lungo le vie di collegamento fra la pianura e il mar Ligure.
Dopo la caduta dell'impero romano, il territorio, che fu vittima anche delle incursioni saracene del X secolo, cambiò spesso giurisdizione (vescovo di Asti nel 1041, nel 1347 degli Acaja) fino al 1400, quando la zona divenne controllata dalla contessa Bianca di Savoia e la parrocchiale fu inserita nella diocesi di Mondovì.
Alla fine del XVII secolo ebbero luogo le guerre del sale (la prima nel 1680, la seconda nel 1699), che sconvolsero e portarono una crisi economica e sociale anche a Roccaforte.
Negli anni successivi vi furono vari episodi di brigantaggio, fomentato dalla Repubblica di Genova contro i Savoia, e varie carestie ed epidemie.
Nel 1794, come nel resto della zona, arrivarono le truppe napoleoniche, che controllarono il territorio fino alla restaurazione e al ripristino del controllo dei Savoia, con cui Roccaforte condivise le vicissitudini.
Durante le guerre mondiali vi furono varie perdite di Roccafortesi; nella seconda guerra mondiale l'alta valle Ellero fu anche teatro dell'attività partigiana.

### Simboli
Lo stemma e il gonfalone sono stati concessi con DPR del 27 luglio 1987.
Il gonfalone è un drappo di rosso.

## Monumenti e luoghi d'interesse

### Architetture civili
- Il Castello di Roccaforte. Attualmente si trovano solamente le rovine del maniero che da il nome al Paese

### Architetture religiose
Si annoverano più edifici religiosi di notevole valore storico-artistico presenti nel comune di Roccaforte tra cui:
- pieve di San Maurizio;
- cascinale dei frati[8].

## Società

### Evoluzione demografica
Abitanti censiti

### Etnie e minoranze straniere
Secondo i dati Istat al 31 dicembre 2017, i cittadini stranieri residenti a Roccaforte Mondovì sono 211, così suddivisi per nazionalità, elencando per le presenze più significative:
1. Romania, 75
2. Nigeria, 31

### Lingue e dialetti
Il dialetto parlato nel comune di Roccaforte Mondovì è denominato kje ed è una parlata particolare, che unisce in sé i tratti di diverse tradizioni linguistiche, da quelle occitane a quelle galloromanze.

## Geografia antropica
Oltre al capoluogo, il comune è composto da due frazioni (Prea e Lurisia) e numerose borgate (Annunziata, Baracco, Bestini, Bonada, Botti, Dho, Ghirarde, Norea, Rastello, Rulfi, Sacconi e Sant'Anna di Prea).

## Amministrazione
Di seguito è presentata una tabella relativa alle amministrazioni che si sono succedute in questo comune.
| Periodo          | Periodo          | Primo cittadino     | Partito                           | Carica      | Note   |
| ---------------- | ---------------- | ------------------- | --------------------------------- | ----------- | ------ |
| 4 giugno 1985    | 1º giugno 1990   | Raffaele Bruno      | Democrazia Cristiana              | Sindaco     | [ 15 ] |
| 1º giugno 1990   | 6 dicembre 1990  | Verardo Balbo       | Partito Liberale Italiano         | Sindaco     | [ 15 ] |
| 6 dicembre 1990  | 29 aprile 1994   | Bruno Barisione     | Partito Liberale Italiano         | Sindaco     | [ 15 ] |
| 4 maggio 1994    | 21 novembre 1994 | Francesco D'Angelo  |                                   | Comm. Pref. | [ 15 ] |
| 21 novembre 1994 | 30 novembre 1998 | Antonio Marenco     | lista civica                      | Sindaco     | [ 15 ] |
| 30 novembre 1998 | 13 gennaio 2001  | Giovanni Martini    | -                                 | Sindaco     | [ 15 ] |
| 14 maggio 2001   | 30 maggio 2006   | Francesco Salvadori | -                                 | Sindaco     | [ 15 ] |
| 30 maggio 2006   | 16 maggio 2011   | Renato Occelli      | lista civica                      | Sindaco     | [ 15 ] |
| 16 maggio 2011   | 6 giugno 2016    | Riccardo Somà       | lista civica: gruppo indipendente | Sindaco     | [ 15 ] |
| 6 giugno 2016    | In carica        | Paolo Bongiovanni   | lista civica: Insieme si può      | Sindaco     | [ 15 ] |

### Altre informazioni amministrative
Il comune faceva parte della comunità montana Alto Tanaro Cebano Monregalese.